# Île aux Paons
L'île aux Paons,, (en allemand : Pfaueninsel) est une île entourée par la rivière Havel, situé dans le quartier de Wannsee du sud-ouest de Berlin. Visible de la résidence des rois de Prusse à Potsdam, elle fut acquise par Frédéric-Guillaume II en 1793 visant à faire de l'îlot le site d'un petit château romantique, permettant au souverain, amateur de promenades en barque, de disposer d'un nouveau but d'excursion. 
Aujourd'hui, l'ensemble administré par la Fondation des châteaux et jardins prussiens de Berlin-Brandebourg fait partie des châteaux et parcs de Potsdam et Berlin, l'un des sites inscrits au patrimoine mondial en Allemagne.

## Historique
Dans la deuxième moitié du XVIIe siècle, le « Grand Électeur » Frédéric-Guillaume Ier de Brandebourg y fit accueillir un élevage du lapin et une maison forestière. En 1685, l'île a été cédée au chimiste Jean Kunckel pour l'installation d'un laboratoire qui a servi à la fabrication du vitrail. Les travaux se terminent à la mort de Frédéric-Guillaume Ier en 1688.
Ce n'est que cent ans plus tard que le roi Frédéric-Guillaume II, neveu de Frédéric le Grand, y fit ériger, pour lui et sa maîtresse, Wilhelmine Encke, future comtesse de Lichtenau, un petit château de plaisance, construction rustique et configurée en ruine romantique, par le maître charpentier de Potsdam, Johann Gottlieb Brendel. L'extérieur de cette construction, presque entièrement réalisée en bois, est recouvert d'un enduit simulant une façade de pierre et son ornementation peinte lui donne l'aspect d'un décor de théâtre. 
L'aménagement intérieur, qui illustre la première expression du néo-classicisme et porte nettement la marque de Wilhelmine Enke de Lichtenau, a été conservé dans sa presque totalité. Il offre un exemple authentique de l'art décoratif en usage à la cour vers 1800. La salle de bal (Festsaal), à l'étage, avec ses magnifiques ouvrages de marqueterie, est la pièce la plus grande. Sa netteté néoclassique est à l'opposé du cabinet tahitien (Otaheitisches Kabinett), au charme exotique.

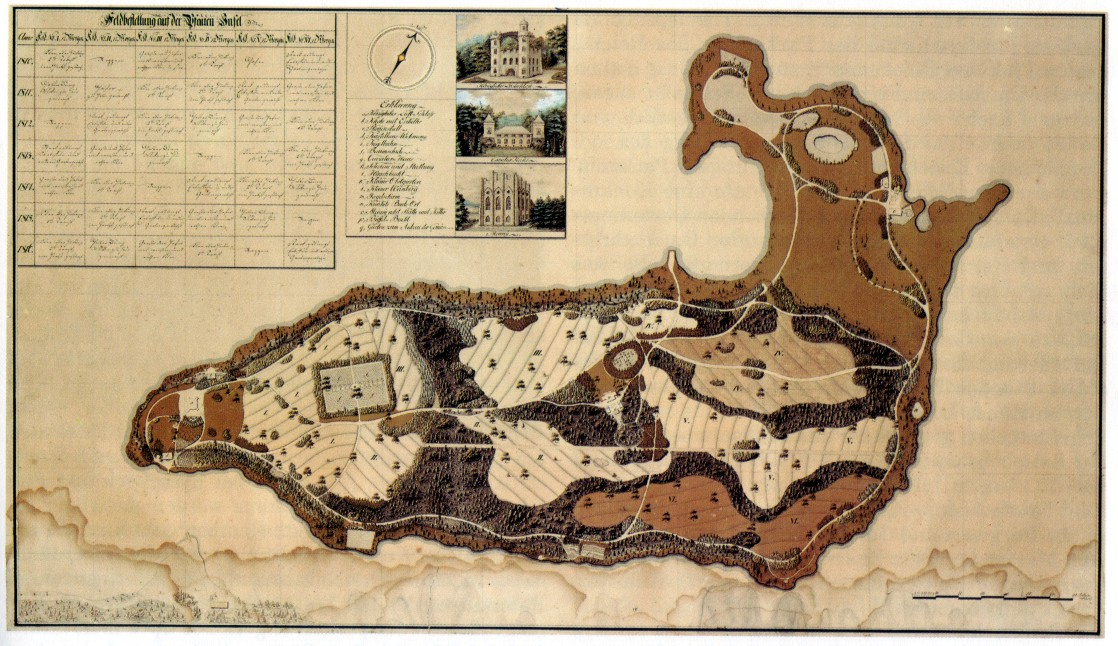
Carte de l'île aux paons en 1810.

L'île conserva son caractère primitif sous Frédéric-Guillaume sauf que le voisinage immédiat du château fut aménagé en jardin. Une métairie (laiterie) aux formes néogothiques fut implantée à l'autre extrémité de l'île.
Frédéric-Guillaume III de Prusse et la reine Louise, son épouse, utilisèrent le château comme résidence d'été. Ce sont eux qui chargèrent Peter Joseph Lenné de transformer l'île en un jardin paysager à l'anglaise. Toute une série d'édifices apparurent, tels que le palmarium ou serre des palmiers (Palmenhaus) de Karl Friedrich Schinkel, ouvrage détruit par un incendie en 1880, et la maison des Cavaliers (Kavalierhaus). Frédéric-Guillaume III fit venir des animaux exotiques sur l'île, ménagerie qui devint rapidement l'objet d'une grande curiosité et fut un prélude au zoo de Berlin. 
Lors des Jeux olympiques de 1936, un bal organisé par Magda et Joseph Goebbels y est organisé ; on compte 3000 invités.
Aujourd'hui géré par la Fondation pour châteaux et jardins prussiens de Berlin-Brandebourg (Stiftung Preußische Schlösser und Gärten Berlin-Brandenburg), le parc est ouvert au public.
On accède à l'île aux Paons par le bus 218, qui part de la station Messedamm et passe ensuite par Theodor-Heuss-Platz.